# Бетховенский фриз
«Бетховенский фриз» (нем. Beethovenfries) — цикл картин в форме архитектурного фриза работы австрийского художника Густава Климта, подготовленный к XIV выставке Венского сецессиона, проходившей в апреле-июне 1902 года и посвящённой композитору Людвигу ван Бетховену. Фриз считается одним из выдающихся произведений венского югендстиля. Он занимал три стены в левом зале Бетховенской выставки Венского сецессиона, имел в длину около 34 метров и два метра в высоту.
«Бетховенский фриз», изначально задуманный автором лишь временным обрамлением скульптуры композитора работы Макса Клингера, ныне занимает зал в экспозиции Дома сецессиона как отдельное самостоятельное произведение и один из бесспорных шедевров Густава Климта.

## Описание

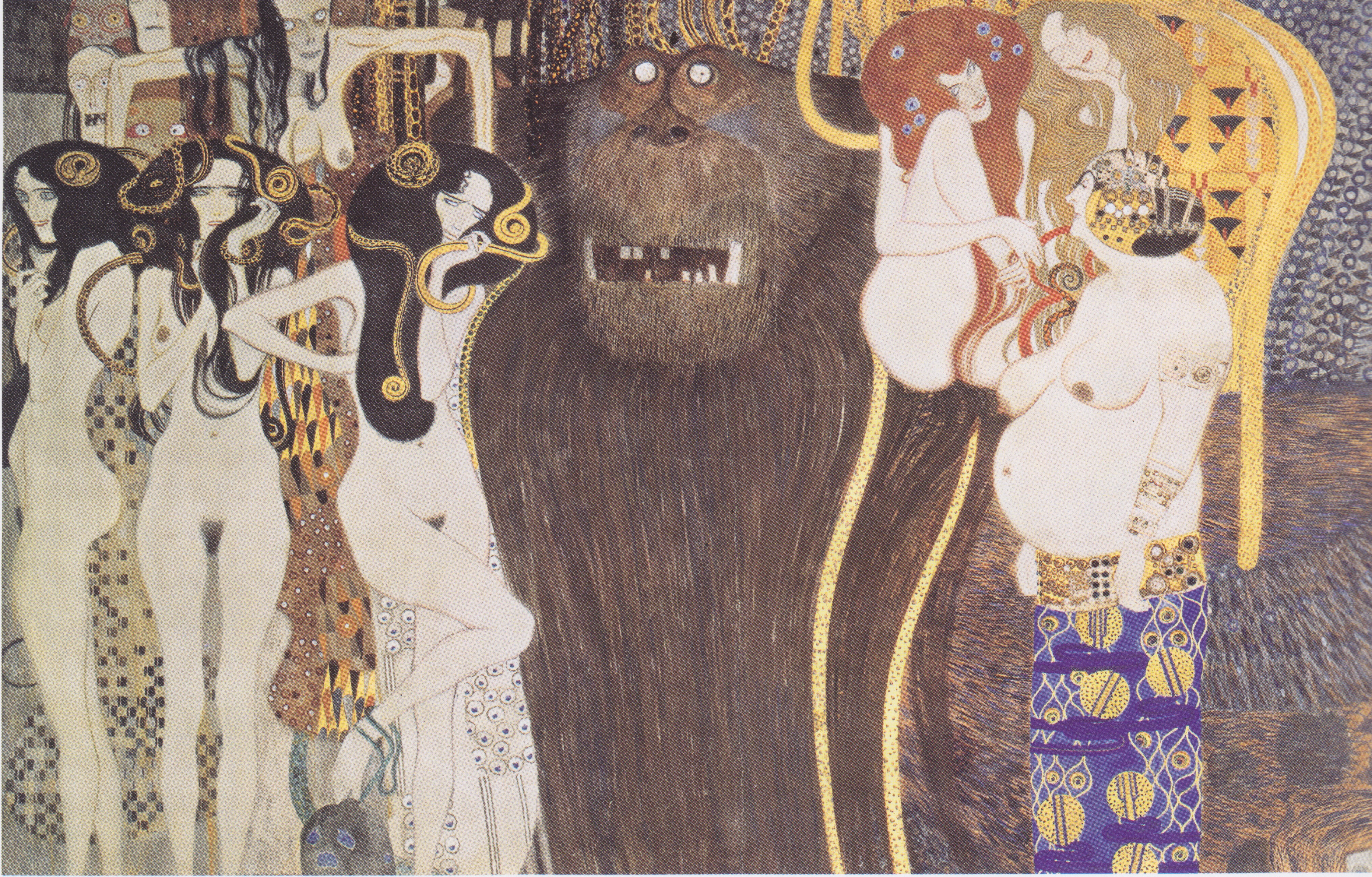
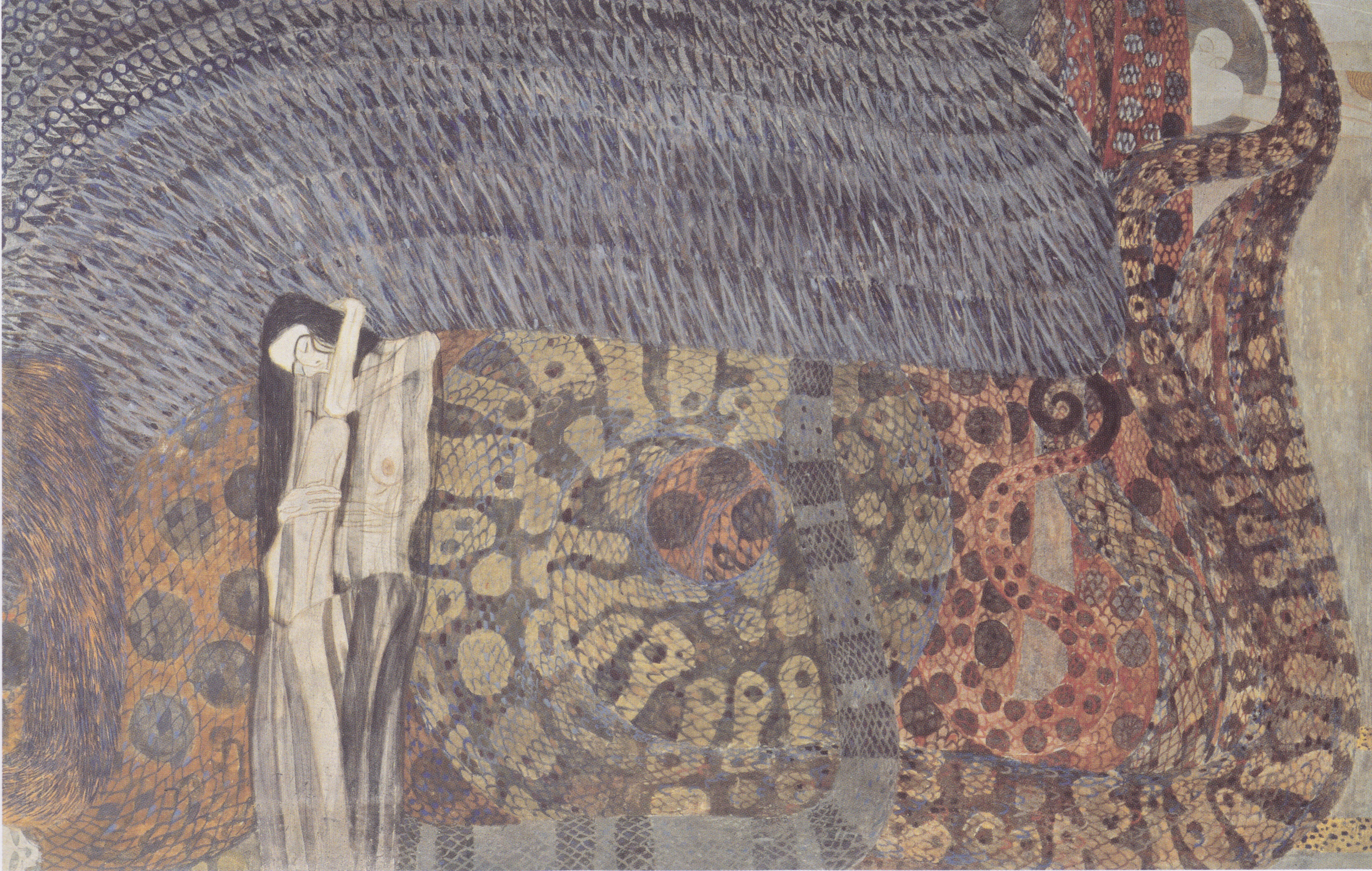

Каким образом следует читать «Бетховенский фриз», было описано в журнале Ver Sacrum. На теоретической основе вагнеровского текста Климт слева направо описывает свои впечатления от прослушивания симфонии в комбинации с одой Шиллера: страдания слабого человечества (три обнажённые и коленопреклонённые женщины), его мольбы к хорошо вооружённой Силе (золотой рыцарь) — внешней силе, сострадание и тщеславие (две женские фигуры за рыцарем) — внутренние силы, подвигающие рыцаря начать борьбу за счастье с враждебными силами, среди которых: гигант Тифон, одолеть которого не могут даже сами боги (обезьяноподобный монстр), слева от него — три дочери-горгоны Болезнь, Безумие и Смерть, а справа — образы Похоть, Порочность и Невоздержанность, за которыми стоит в одиночестве Гложущая Тоска, над которой улетают стремления и желания человечества; стремление к счастью удовлетворит Поэзия (женский образ, играющий на лютне), искусство уведёт человечество в идеальный мир, где найдётся чистая радость, чистое счастье и чистая любовь. Две финальные картины фриза иллюстрируют цитаты из «Оды радости»: её первую строку нем. Freude, schöner Götterfunken — «радость, пламя неземное» (хор райских ангелов) и строку хора нем. Diesen Kuß der ganzen Welt! — «Слейтесь в радости одной!» (обнимающаяся пара).

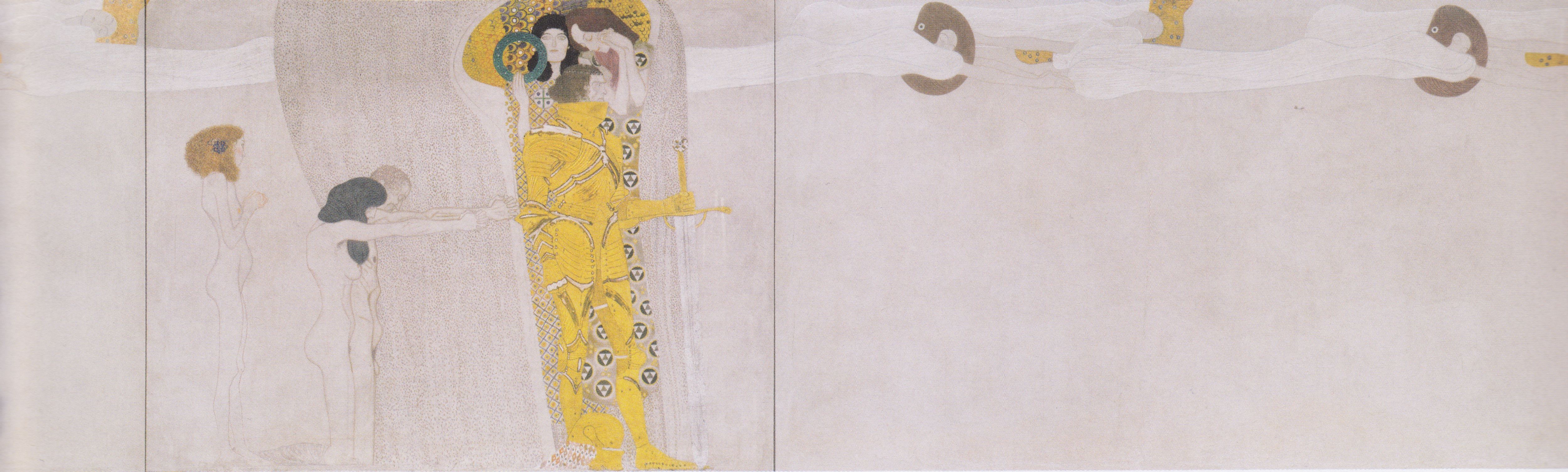
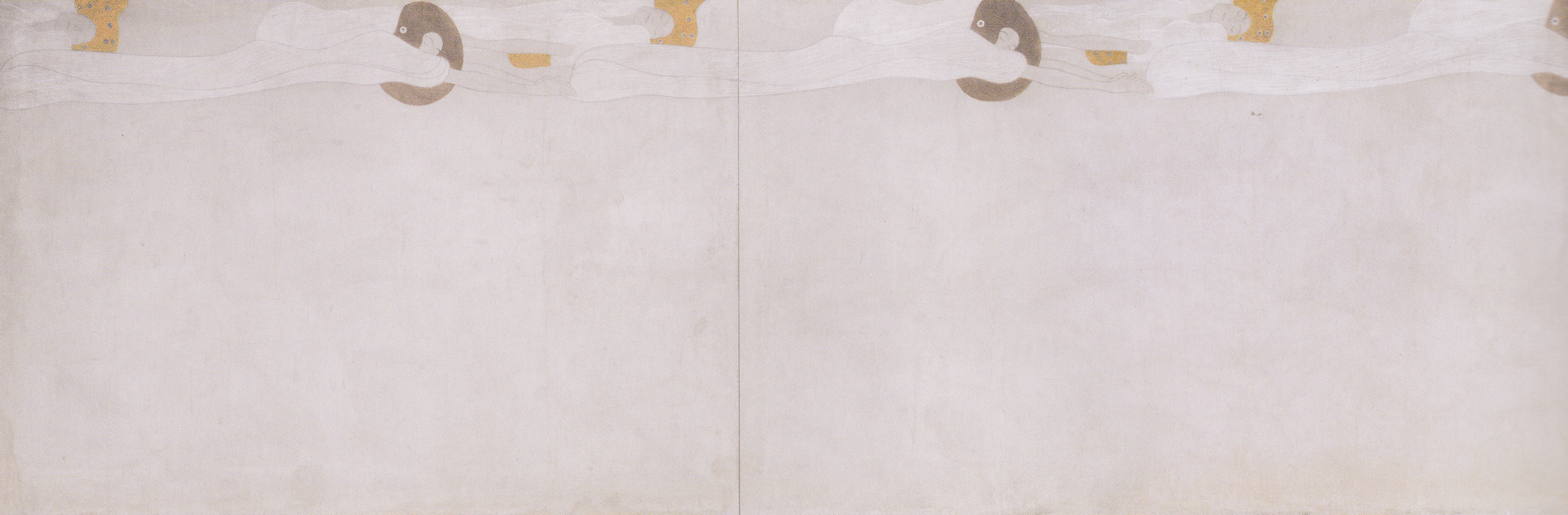

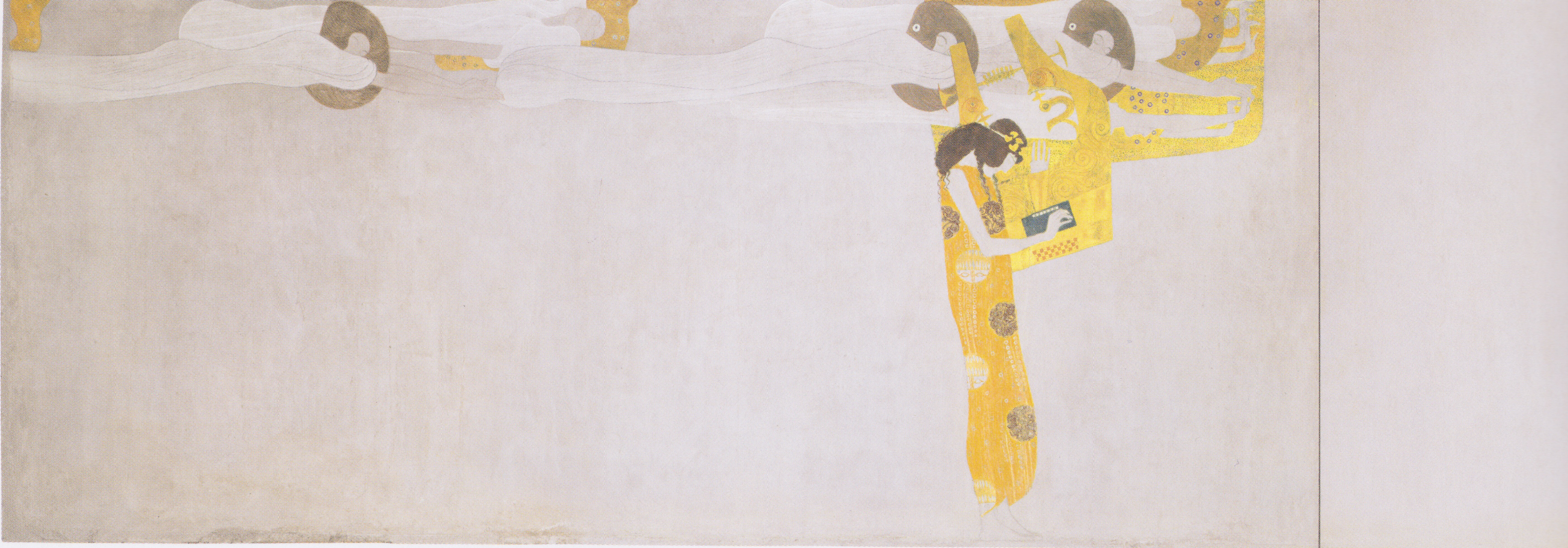
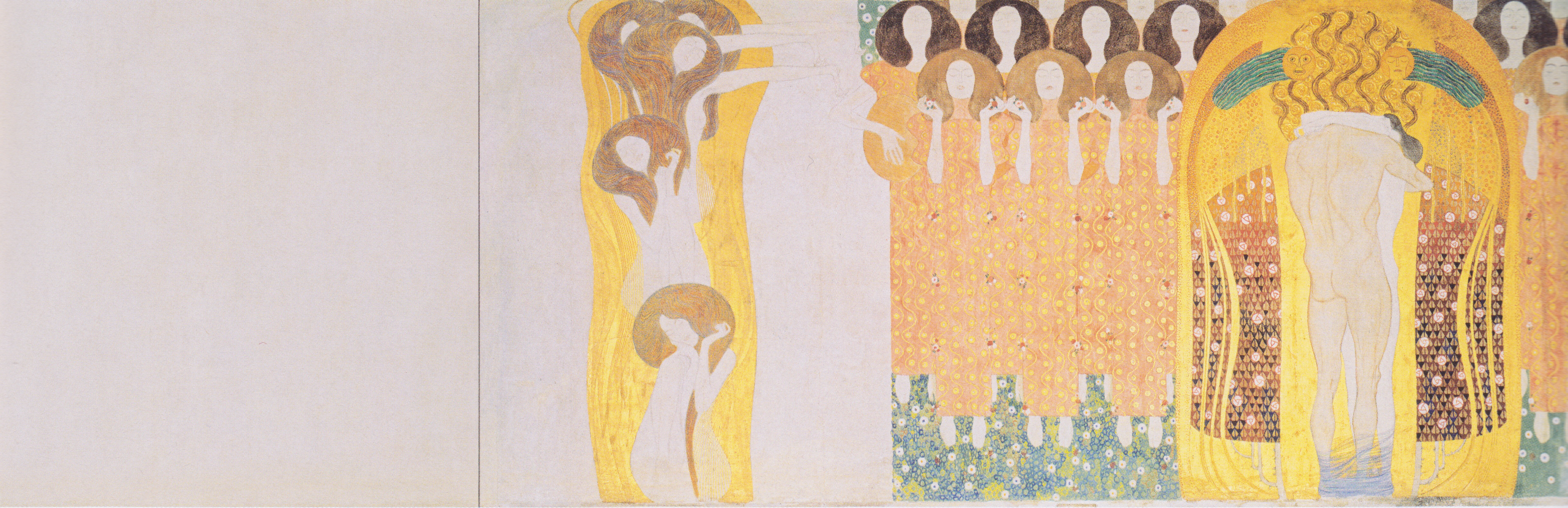

В 1970-е годы возникла теория о том, что на климтовский «Бетховенский фриз» оказал влияние 70-метровый фриз Карла Вильгельма Дифенбаха «Через тернии к звёздам» 1892 года. Сам художник никогда не упоминал Дифенбаха в качестве источника своего вдохновения в работе над фризом, но между двумя работами прослеживается близость в формах и содержании, но не мотивах.

## Критика
По воспоминаниям Феликса Зальтена, за два дня до открытия Бетховенской выставки в Дом сецессиона были приглашены журналисты, близкие сецессиону меценаты и почитатели искусства и друзья. Климт в своём синем халате высоко под потолком на лесах в углу левого зала выставки заканчивал работу над фризом, не обращая внимания на гостей, когда кто-то из присутствующих в помещении выкрикнул: «Отвратительно!», — и стремительно выбежал из зала. Все гости в зале с недоумением, ужасом и гневом смотрели вслед убегавшему меценату и коллекционеру графу Каролю Лянцкоронскому. Даже Климт отвлёкся от работы и добродушно посмотрел на убегавшего графа сверху вниз как на нашкодившего ребёнка.
«Бетховенский фриз» разделил публику на два противостоящих лагеря, вызвав одновременно эйфорическое восхищение и категорическое отторжение. Музыкальный критик Роберт Хиршфельд писал о фризе: «Климт в этот раз опять произвёл искусство, доступное только троим: одному врачу и двум санитарам». Публика с негодованием обвиняла Климта в порнографии, нарушении любых представлений о красоте и обзывала его «исписавшимся гением».
Берта Цукеркандль вспоминала, что, в отличие от скульптуры Клингера, «Бетховенский фриз» тронул побывавшего в Доме сецессиона Огюста Родена до глубины души. Роден взял Климта за руки и восторгался: «Какой вы художник! Вы знаете своё ремесло!»

## Провенанс
Все архитектурные работы для выставки считались временными и подлежали уничтожению после её закрытия, в ходе подготовки следующих выставок. Тем не менее, «Бетховенский фриз» было решено сохранить для ретроспективной выставки Климта, намеченной на ноябрь 1903 года. Далее фриз приобрёл владелец пивоварни и коллекционер Карл Райнингхаус. «Бетховенский фриз» хранился на складе распиленным на семь частей. В 1915 году Райнингхаус собирался продать «Бетховенский фриз» Австрийской государственной галерее, но при посредничестве Эгона Шиле фриз достался семье Ледереров. В 1938 году коллекция Ледереров была конфискована национал-социалистами. Серена Ледерер, а после её смерти и дочь Элизабет Бахофен фон Эхт, пытались урегулировать ситуацию и сохранить коллекцию, предложив добровольно отдать несколько крупных экспонатов, в том числе «Бетховенский фриз», но обе получили отказ. В послевоенные годы фриз перемещался с одного склада на другой, что катастрофически сказалось на его состоянии. О сохранении «Бетховенского фриза» ходатайствовал перед властями сын Ледереров Эрих, в отсутствие должной реакции от государства он даже пытался отказаться от своих требований реституции коллекции Ледереров в обмен на разрешение на вывоз фриза за границу, но тоже получил отказ. В 1961 году фриз наконец попал в хранилище Бельведера, в 1972 году был выкуплен у Эриха Ледерера государством за 15 млн шиллингов (приблизительно 4 300 тыс. евро) и отреставрирован в 1983—1984 годах. Во время капитального ремонта Дома сецессиона в 1985 году для «Бетховенского фриза» было подготовлено помещение, оборудованное контролем музейного климата. Отреставрированный фриз был впервые представлен публике в том же году в рамках выставки «Мечта и реальность. Вена 1870—1930». Реставрация «Бетховенского фриза» обошлась в 500 млн шиллингов (приблизительно 69 800 тыс. евро). Скульптуры Клингера, изначально сопровождавшие фриз, оказались в Музее изобразительных искусств в Лейпциге.
Под предлогом того, что Эриху Ледереру в своё время не давали разрешение на вывоз «Бетховенского фриза» за рубеж для реставрации, в 2013 году его наследники попытались оспорить сделку, заключённую им в 1973 году по продаже фриза государству как совершённую якобы под давлением и по несправедливой цене. Министр культуры Австрии Йозеф Остермайер заявил, что в соответствии с австрийским законом о реституции соответствующее решение принимается с учётом рекомендации независимой экспертной комиссии. Она пришла к выводу, что, хотя Австрийская Республика после Второй мировой войны и повела себя неблаговидно в отношении семьи Ледереров, запрет на вывоз фриза за рубеж не использовался в качестве средства давления на продавца, и между запретом и продажей не обнаруживается ни прочной временной, ни причинной взаимосвязи, чтобы вернуть произведение искусства наследникам его бывшего владельца.